# Gil Gavbara
Gil Gavbara (en persan : گیل گاوباره), également connu sous le nom de Gavbarih (le dévot de la vache), est un roi perse, fondateur en 642 de la dynastie dabwaïhide, régnant jusqu'à sa mort en 660.

## Origines
Selon Ibn Isfandiyar, les Dabwaïhides descendent de Zamasp, un frère du shah sassanide Kavadh Ier. Gil Gavbara est le petit-fils de Péroz, décrit comme aussi courageux que le héros mythique iranien Rostam. Péroz devient dirige plus tard la province de Guilan et épouse une princesse locale qui lui donne un fils, Gilanshah, père de Gil Gavbara.

## Biographie
Péroz meurt vers 642 et Gil Gavbara lui succéde à Guilan. Avec Farrokhzad de la Maison des Ispahbodhan, il signe un traité de paix avec les conquérants arabes et obtient le contrôle du Tabarestan, ce qui conduit à l'attribution formelle des titres de Gil-Gilan (« souverain de Gilan ») et Padashwargarshah (« Shah de Patashwargar », l'ancien nom des montagnes du Tabarestan), au fils de Gil Gavbara, Dabuya, par Yazdgard III, le dernier Chah sassanide.